# Anna Martin (Frauenrechtlerin)
Anna Martin (* 17. November 1887 in Bern; † 11. März 1975 ebenda; heimatberechtigt ebenda) war eine Schweizer Frauenrechtlerin aus dem Kanton Bern.

## Leben
Anna Martin war eine Tochter von Gottlieb Martin, Beamter, und Anna Hotz. Sie absolvierte eine Lehre als Damenschneiderin sowie eine kaufmännische Ausbildung. Sie arbeitete als Chefbuchhalterin einer Grossfirma und hielt sich zeitweise in England und Indien auf.
Martin hatte leitende Funktionen in der bernischen Frauenbewegung inne. Sie war langjährige Präsidentin der Vereinigung weiblicher Geschäftsangestellten der Stadt Bern. Sie präsidierte von 1926 bis 1930 den Schweizerischen Verband von Vereinen weiblicher Angestellter, den sie im Jahr 1919 mitbegründet hatte und in dessen Rahmen sie eine Vorkämpferin für das Recht der Frauen auf Erwerbstätigkeit war.
Im Jahr 1928 amtierte sie als Generalkommissärin der Schweizerischen Ausstellung für Frauenarbeit (SAFFA). Sie war Initiatorin der Bürgschaftsgenossenschaft SAFFA und leitete von 1932 bis 1953 die Geschäftsstelle der SAFFA in Bern. Ab 1949 bis 1956 war sie Rechnungsführerin im Vorstand des Bundes Schweizerischer Frauenvereine. Sie war zudem Präsidentin der Betriebskommission des alkoholfreien Restaurants Daheim sowie Mitgründerin des Wohnheims für berufstätige Frauen Pergola in Bern.